# Maria Vladimirovna da Rússia
Maria Vladimirovna, Grã-Duquesa da Rússia (Мари́я Влади́мировна Рома́нова), (23 de dezembro de 1953), é uma das pretendentes ao trono russo desde 1992. Tem vindo a usar o título de grã-duquesa como título de pretensão com o estilo de Alteza Imperial, apesar do seu direito a usá-lo tenha sido disputado. É trineta da rainha Vitória do Reino Unido  através da sua avó, a grã-duquesa Vitória Melita da Rússia (filha de Alfredo de Saxe-Coburgo-Gota e neta da rainha Vitória) e também do czar Alexandre II da Rússia (pai de sua bisavó Maria Alexandrovna, mãe de Vitória Melita).

## Biografia
Maria Vladimirovna nasceu em Madrid, sendo a única filha do grão-duque Vladimir Kirillovich da Rússia, chefe da família imperial da Rússia e imperador titular da Rússia. e da princesa Leonida Bagration-Mukhrani (divorciada do americano Sumner Moore Kirby). Os seus avós paternos eram o grão-duque Cyril Vladimirovich da Rússia e a grã-duquesa Vitória Fedorovna (nascida princesa Vitória Melita de Edimburg e Saxe-Coburgo-Gota). Maria foi educada em Madrid e Paris antes de passar alguns semestres na Universidade de Oxford onde estudou história e literatura.
No dia 23 de Dezembro de 1969, quando atingiu a maioridade dinástica, Maria jurou o juramente de lealdade ao seu pai e à Rússia. Ao mesmo tempo, o seu pai publicou um decreto controverso, onde declarava que, no caso de os homens Romanov que ele considerava dinásticos morressem antes de si, então Maria tornar-se-ia "curatriz do trono imperial". Isto foi visto como uma tentativa por parte do seu pai para que a linha de sucessão permanecesse no seu ramo da família. Os chefes de outros ramos, os príncipes Vsevolod Ioannovich (dos Constantinovich), Romano Petrovich (Nikolaevich) e André Alexandrovich (Mikhailovich) consideraram esta acção ilegal.
No dia 22 de Setembro de 1976, em Madrid, Maria casou-se com o príncipe Francisco Guilherme da Prússia. Francisco Guilherme converteu-se à fé ortodoxa para se puder casar, adoptando o nome Miguel Pavlovich e também recebeu o título de grão-duque da Rússia por parte do pai de Maria. O casal separou-se em 1982, um ano depois do nascimento do seu único filho, Jorge Mikhailovich, que também recebeu o título de grão-duque da Rússia.
Maria Vladimirovna vive entre França e Espanha. Fala fluentemente russo, inglês, francês e espanhol e também consegue falar e ler alemão, italiano e árabe. Também está na linha de sucessão para os reinos da Commonwealth.